# Dendronephthya stockci
Dendronephthya stockci är en korallart som beskrevs av Verseveldt 1968. Dendronephthya stockci ingår i släktet Dendronephthya och familjen Nephtheidae. Inga underarter finns listade i Catalogue of Life.